# 3205 Boksenberg
A 3205 Boksenberg (ideiglenes jelöléssel 1979 MO6) a Naprendszer kisbolygóövében található aszteroida. Eleanor F. Helin,  Schelte J. Bus fedezte fel 1979. június 25-én.